# حسین ابراهیم
حسین ابراهیم (عربی: حسين خضر ابراهيم؛ زادهٔ ۱۳ مارس ۱۹۹۳) بازیکن فوتبال اهل لبنان است.
وی همچنین در تیم ملی فوتبال لبنان بازی کرده‌است.